# ابوالسعود الابیاری
ابوالسعود الابیاری (عربی: أبو السعود الإبياري؛ ۹ نوامبر ۱۹۱۰ – ۱۷ مارس ۱۹۶۹) فیلم‌نامه‌نویس، نمایش‌نامه‌نویس، روزنامه‌نگار، شاعر، و هنرپیشه اهل مصر بود. او یکی از پرکارترین فعالان در عرصه‌ی سینمای مصر بوده‌است.